# Zitácuaro
Zitácuaro officiellement connue comme Heróica Zitácuaro, est une ville dans l'état de Michoacán, au Mexique.